# Angélique Plaire
Angélique Plaire est une athlète Néo-Calédonienne, née le 28 juin 1989, spécialiste d'Ultra-trail. Elle a notamment remporté l'Ultratour des 4 massifs (UT4M) en 2017, l'Ultra Trail de Nouvelle Calédonie en 2017, 2018 et 2019  et a fini en 2019 sur les podiums de l'Ultra World Tour dans le Pacifique en Février sur l'épreuve Néo-Zélandaise du Tarawera Ultramarathon et en Mai pour l'épreuve Australienne Ultra-Trail Australia.

## Résultats
| no   | féminin            | Course                     | Longueur | Départ            | Temps            |
| ---- | ------------------ | -------------------------- | -------- | ----------------- | ---------------- |
| 3e   | Médaille d'or      | UTNC                       | 135 km   | 8 juin 2019       | 20 h 40 min 21 s |
| 47e  | Médaille d'argent  | Ultra-Trail Australia      | 100 km   | 18 mai 2019       | 12 h 05 min 18 s |
| 21e  | Médaille de bronze | Tarawera Ultramarathon     | 102 km   | 9 février 2019    | 10 h 39 min 47 s |
| 2e   | Médaille d'or      | WTF                        | 100 mi   | 22 septembre 2018 | 19 h 04 min 45 s |
| 6e   | Médaille d'or      | UTNC                       | 110 km   | 19 mai 2018       | 15 h 48 min 22 s |
| 10e  | Médaille d'or      | Ultra Trail des Ô Plateaux | 121 km   | 5 mai 2018        | 18 h 41 min 07 s |
| 57e  | Médaille de bronze | Surf Coast Century         | 100 km   | 9 septembre 2017  | 10 h 23 min 59 s |
| 17e  | Médaille d'or      | Ultratour des 4 massifs    | 160 km   | 16 aout 2017      | 35 h 30 min 18 s |
| 8e   | Médaille d'or      | UTNC                       | 107 km   | 6 juin 2017       | 17 h 03 min 05 s |
| 9e   | Médaille de bronze | The Hillary                | 80 km    | 23 février 2017   | 10 h 49 min 08 s |
| 6e   | Médaille de bronze | Grand Raid des Pyrénées    | 160 km   | 26 aout 2016      | 39 h 16 min 17 s |
| 340e | 8e                 | Grand Raid                 | 163 km   | 22 octobre 2015   | 42 h 37 min 50 s |